# Hochhäderich
Hochhäderich är ett berg i Österrike.   Det ligger i distriktet Bregenz och förbundslandet Vorarlberg, i den västra delen av landet, 500 km väster om huvudstaden Wien. Toppen på Hochhäderich är 1 566 meter över havet, eller 286 meter över den omgivande terrängen. Bredden vid basen är 2,8 km.
Terrängen runt Hochhäderich är huvudsakligen lite bergig. Närmaste större samhälle är Bregenz, 19,3 km väster om Hochhäderich. 
I omgivningarna runt Hochhäderich växer i huvudsak blandskog. Runt Hochhäderich är det ganska tätbefolkat, med 144 invånare per kvadratkilometer.